# Cistenides soldatovi
Cistenides soldatovi är en ringmaskart som först beskrevs av Annenkova 1929.  Cistenides soldatovi ingår i släktet Cistenides och familjen Pectinariidae. Inga underarter finns listade i Catalogue of Life.